# 3402 Wisdom
3402 Wisdom је Марсов тројански астероид чија средња удаљеност од Сунца износи 2,131 астрономских јединица (АЈ).
Апсолутна магнитуда астероида је 15,2.